# Ogovaranje
„Ogovaranje“ је pozorišna predstava koju je po tekstu Nebojše Romčevića režirao Ljubiša Ristić. Komad rađen u koprodukciji festivala "Grad teatar Budva" i somborskog pozorišta, priča je o budvanskom glumcu Bogoboju Rucoviću. U predstavi su i scene iz nekoliko Šekspirovih drama u prevodu Laze Kostića. Festivalska premijera je održana 10. avgusta 2008. u Budvi, a dva meseca kasnije i u Somboru. Uloge tumače: Ana Kostovska, Ivana V. Jovanović, Biljana Mišić, Kristina Radenković, Miljana Makević, Miodrag Krivokapić, Saša Torlaković, Mihajlo Nestorović, Marko Marković, Bojan Krivokapić. Pijanistkinje su: Danijela Kulijer i Bojana Račić. Scenograf i kostimograf je Miodrag Tabački, a muziku potpisuje Gabor Lenđe.

## Sadržaj
Centralni lik komada je autentični junak Bogoboj Rucović, glumac Narodnog pozorišta Beograd s početka XX veka, ali „Ogovaranje" je priča u kojoj nema glavnog junaka, koja se sastoji od ogovaranja, mitova i izmišljotina Rucovićevih savremenika... Svi oni izmišljaju njegov život, biografiju i najneverovatnije detalje iz života jednog glumca. Tema komada je pozorište, život ljudi u njemu, pozorište u svom vremenu, stvaranje mitova... Duhovita priča sa nekih 30, 40 scena u najrazličitijim žanrovima, u kojima svaka od njih govori o čoveku koga uopšte nema u komadu. Reditelj Ljubiša Ristić paralelno sa tom pričom konstruiše njegov život u umetnosti. Bogoboj Rucović se pojavljuje u najlepšim ulogama na svetu koje nikada nije odigrao. Čitava njegova trupa, kolege, savremenici, njegove žene, ljubavnice... svi oni sa njim igraju četiri Šekspirove tragedije u nikada odigranim prevodima Laze Kostića.

## Spoljašnje veze
- N.P.Sombor
- Grad teatar Budva